# David Piper
David Piper (n. 2 decembrie 1930) a fost un pilot englez de Formula 1 care a evoluat în Campionatul Mondial între anii 1959 și 1960.